# Церковный налог в Германии
Церковный налог (нем. Kirchensteuer) — это налог, взимаемый некоторыми религиозными общинами со своих членов и используемый для финансирования расходов общины. В Германии церковный налог взимается одновременно со взиманием подоходного налога. Администрированием процесса занимается Финансовая служба (нем. Finanzamt) соответствующей федеральной земли. Принадлежность (или отсутствие таковой) к той или иной религиозной общине добровольно регистрируется в паспортном столе по месту жительства. Размер налога составляет около 2—3 % от налогооблагаемого дохода гражданина.

## Законодательство
Статья 140 конституции ФРГ ссылается на статьи 136, 137, 138, 139 и 141 Веймарской конституции 1919 года, где декларируется, что религиозные общества, являющиеся публично-правовыми корпорациями, имеют право взимать налоги на основании гражданских налоговых списков, а также оговаривается запрет на государственную поддержку религиозных обществ, основанную на законе, договоре или на особых правооснованиях. К религиозным обществам также приравниваются союзы, которые ставят себе задачей общественное поощрение какого-либо мировоззрения.
Только часть религиозных общин, обладающих правом взимания церковного налога, пользуются этим правом. К ним относятся:
- Евангельские земельные церкви и их общины в Евангелической Церкви Германии
- Епископства Римско-Католической Церкви
- Старокатолическая Церковь
- Союз религиозных общин, не принадлежащих ни к одной официальной конфессии
- Унитарное религиозное общество свободных протестантов
- Еврейские общины

Остальные религиозные общины данным правом не пользуются. К ним относятся, например:
- Евангелические свободные церкви (считают церковный налог несовместимым с принципом «отделения Церкви от государства» и финансируют свою работу посредством добровольных членских взносов).
- Свидетели Иеговы
- Церковь Иисуса Христа Святых последних дней (мормоны)

Федеральные земли оставляют себе в качестве возмещения за сбор церковного налога, в зависимости от земли, от 2 % до 4,5 % поступлений, что составляет сотни миллионов евро ежегодно. В 1980-е — 1990-е годы между церковью и федеральными землями велась дискуссия о справедливом размере этого возмещения. Церковные организации утверждали, что реальные административные издержки Финансовой службы существенно ниже.

## Размер налога
Размер церковного налога устанавливается церковным руководством, законодательно закреплён парламентом федеральной земли и составляет 8 % от подоходного налога в Баварии и Баден-Вюртемберге, в остальных землях — 9 %. При высоких доходах размер церковного налога ограничивается сверху и не превышает 2,75 — 3,5 % от налогооблагаемого дохода. Например, если объём ежегодного подоходного налога составляет 10 тысяч евро (что примерно соответствует налогу со средней годовой зарплаты в Германии), то церковный налог для жителя Баварии дополнительно составит 800 евро за год.

## Поступления от налога
Примерно 30 % населения Германии зарегистрированы как католики, около 29 % — как протестанты, что в сумме составляет 48 миллионов человек. Поскольку церковный налог взимается в процентах от подоходного налога, его не платят те, кто не платят подоходный налог, то есть около 65 % верующих — дети, пенсионеры и взрослые с низким доходом.
Сборы церковного налога с двух основных групп верующих в 2014 году составили 10 миллиардов евро.
| Год  | Протестанты | Католики   |
| Год  | Млн. марок  | Млн. марок |
| ---- | ----------- | ---------- |
| 1967 | 1600        | 1233       |
| 1968 | 1700        | 1363       |
| 1969 | 1900        | 1548       |
| 1970 | 2200        | 1597       |
| 1971 | 2700        | 2215       |
| 1972 | 3100        | 2643       |
| 1973 | 3600        | 3162       |
| 1974 | 4000        | 3584       |
| 1975 | 3500        | 3005       |
| 1976 | 3800        | 3426       |
| 1977 | 4200        | 3814       |
| 1978 | 4300        | 3839       |
| 1979 | 4400        | 4009       |
| 1980 | 4839        | 4619       |
| 1981 | 4815        | 4726       |
| 1982 | 4937        | 4839       |
| 1983 | 5540        | 5004       |
| 1984 | 5078        | 5110       |
| 1985 | 5567        | 5713       |
| 1986 | 5778        | 5786       |
| 1987 | 6245        | 6304       |
| 1988 | 6485        | 6507       |
| 1989 | 6782        | 7105       |
| 1990 | 6508        | 6791       |
| 1991 | 7620        | 7866       |
| 1992 | 8427        | 8744       |
| 1993 | 8386        | 8666       |
| 1994 | 8235        | 8496       |
| 1995 | 8382        | 8673       |
| 1996 | 7946        | 8136       |
| 1997 | 7588        | 7853       |
| 1998 | 7798        | 8420       |
| 1999 | 8275        | 8944       |
| 2000 | 8312        | 9164       |
| Год  | Млн. евро   | Млн. евро  |
| 2001 | 4080        | 4500       |
| 2002 | 4080        | 4443       |
| 2003 | 4012        | 4498       |
| 2004 | 3689        | 4158       |
| 2005 | 3650        | 4107       |
| 2006 | 3884        | 4388       |
| 2007 | 4199        | 4804       |
| 2008 | 4586        | 5225       |
| 2009 | 4360        | 5056       |
| 2010 | 4256        | 4942       |
| 2011 | 4380        | 4918       |
| 2012 | 4624        | 5198       |
| 2013 | 4842        | 5460       |

Церковный налог является основной частью (около 70 %) дохода религиозной общины. В дополнение к церковному налогу, Германия — а не церковь — оплачивает зарплаты и накладные расходы (например, служебные автомашины) священникам. Эта норма была внесена в немецкое законодательство в 1803 году в качестве компенсации за масштабную экспроприацию церковного имущества в конце XVIII века.

## Отказ от уплаты
Налогоплательщик имеет право выйти из церкви и не платить налог, для чего требуется уведомить паспортный стол (нем. Statsamt) по месту жительства. Ежегодно эту процедуру проходят несколько десятков тысяч человек — как по финансовым соображениям, так и по идеологическим. С 1990 по 2013 года количество зарегистрированных верующих сократилось на 17,5 %.
В 2014 году, после принятия закона, согласно которому церковным налогом облагается и доход от прироста капитала (например, дивиденды или прибыль от продажи квартиры), было подано более 300 000 заявлений.
Те, кто отказались платить налог, могут быть отлучены от церкви, или по крайней мере им может быть отказано в проведении ряда обрядов. В 2012 году католическая церковь издала официальный декрет, запрещающий отказавшимся причащаться, быть похороненными на церковном кладбище, работать в церковных организациях (в том числе — больницах и школах).